# 肯伊·威斯特
耶（/jeɪ/ YAY；1977年6月8日—），舊名坎耶·奥马里·韦斯特（Kanye Omari West，/ˈkɑːnjeɪ/ KAHN-yay），通稱坎耶·韦斯特，是一位美國饒舌歌手、音樂製作人、詞曲作家和歌手。威斯特目前為止共發行了十二張个人專輯，依序分別是《遠離校園》（The College Dropout，2004年）、《遲來的註冊》（Late Registration，2005年）、《畢業特典》（Graduation，2007年）、《心碎節拍》（808s & Heartbreak，2008年）、《我的奇特幻想》（My Beautiful Dark Twisted Fantasy，2010年）《伊蘇基督》（Yeezus，2013年）、《The Life of Pablo》（The Life of Pablo，2016年）、《Ye》（Ye，2018年）、《Jesus Is King》（Jesus Is King，2019年）、《Donda》（Donda，2021年）、《VULTURES 1》（VULTURES 1，2024年）、《VULTURES 2》（VULTURES 2，2024年）。他的前五張專輯獲得了許多的獎項以及評論家的讚賞。威斯特的每一張專輯在銷售上也都相當成功，《心碎節拍》成為他第三張發行首周即登上並蟬聯美國排行榜冠軍的專輯。他的第五张专辑《我的奇特幻想》自發行來獲得了廣泛的讚譽，被选入多个年终最佳专辑榜单。耶也經營他自己的唱片廠牌「GOOD Music」。威斯特的象徵吉祥物和註冊商標是一隻「辍学熊」（Dropout Bear）－一隻出現在三張專輯、多張單曲封面上以及音樂錄影帶中的泰迪熊。
耶在Roc-A-Fella唱片公司擔任製作人時建立起自己的名聲，他經手製作過Jay Z的《藍圖》（The Blueprint）專輯，以及包括艾莉西亞·凱斯、路達克里斯（Ludacris）、珍娜·傑克森等歌手的暢銷單曲。他的製作風格最早是使用來自靈魂歌曲的高音人聲樣本(取樣)，再加上自己的鼓擊節奏和樂器。然而，後繼的幾張專輯中耶展現了更多受到從七○年代節奏藍調到合成器流行樂（synth-pop）、古典音樂的影響。
《紐約時報》旗下的「About.com」在「前50名嘻哈製作人」名單中將耶列為第八名。在2008年5月16日，耶獲得MTV電視台選為該年度「最熱門饒舌歌手」。
耶也在2015年的MTV音樂錄影帶大獎上宣布自己將角逐2020年美國總統選舉。在2020年敗選後又宣布角逐2024年美國總統選舉。
2022年，耶发表争议言论：因为内容涉及反犹和反阿拉伯主义及稱自己愛希特勒和納粹，他的社交账号遭到短时间封禁和禁言，许多品牌和他结束商业合作。
2024年，耶来到中国海南省海口在9月15日和9月28日举办试听会。

## 早期生活與職業生涯
肯伊·威斯特生於美國喬治亞州的亞特蘭大格雷迪紀念醫院，他出身於美國的一個非裔中產階層的家庭，他年幼的時候，他的父母一同生活，直至他在三歲的時候父母已經離婚，他和母親一同搬到伊利諾州的芝加哥。他的父親雷·威斯特（Ray West）是前黑豹黨黨員，也曾是《亞特蘭大憲政報》（Atlanta Journal-Constitution）中首位黑人攝影記者，退休後擔任基督教組織顧問。威斯特的母親唐娜·威斯特博士（Dr. Donda West）曾在克拉克亞特蘭大大學（Clark Atlanta University）擔任英語教授，同時也曾是芝加哥州立大學（Chicago State University）英語系的主任，在退休後成為威斯特的經紀人。1987年，威斯特博士被美国芝加哥大学派往南京大学参加交流项目，在南京大学外国语学院任教一年。当时10岁的韦斯特随母亲前往中国，并在南京夫子庙小学上了一年学。
搬到芝加哥後，曾就讀位於奧克朗郊區的波拉瑞斯高中（Polaris High School）。
威斯特在芝加哥的美國藝術學院（American Academy of Art）選讀了一些藝術課程，之後他也進入了芝加哥州立大學就讀，但隨後即因低落的成績以及專注在發展音樂生涯的關係而遭退學。在就學期間，威斯特擔任了當地歌手的製作人。隨後藉由為主流嘻哈/節奏藍調歌手製作出多首暢銷單曲獲得了名氣，包括Jay Z、塔利布·奎利（Talib Kweli）、Cam'ron、保羅·沃克（Paul Walker）、凡夫俗子（Common）、群眾暴動二人組（Mobb Deep）、杰梅因·杜普里、疤面老爹（Scarface）、The Game、艾莉西亞·凱斯、珍娜·傑克森、約翰·傳奇等人。根據威斯特的歌曲「Last Call」，他也曾「隱身製作」過啟蒙老師Deric Angelettie的專輯，以及參與納斯的歌曲「Poppa Was a Playa」製作。

### 早期職業發展
在Jay Z受到好評的《藍圖》（The Blueprint ，2001年9月11日發行）專輯中，威斯特在多首歌曲中參與演唱，包括主打單曲「Izzo (H.O.V.A.)」、「Heart of the City (Ain't No Love)」和一首以納斯（Nas）和群眾暴動二人組（Mobb Deep）為攻擊對象的挑釁歌曲（diss song）「Takeover」；威斯特在這首歌曲發表後仍有與群眾暴動二人組和納斯合作。在Jay Z的專輯推出後，威斯特開始在嘻哈音樂製作界中有了名氣，但卻苦無與唱片公司簽約的機會。Jay Z承認當初Roc-A-Fella唱片公司拒絕協助威斯特發展他的饒舌歌手生涯，因為Jay Z一開始看見的是威斯特在製作方面的才能。許多唱片公司也將威斯特拒於門外，因為他並不是那種傳統的嘻哈歌手。唱片公司認為威斯特並不具市場潛力，因為他不像大多數饒舌歌手般能表現出嘻哈文化中有名的「街頭形象」（street image）。

### 遠離校園（2002年－2004年）
在2002年10月23日，威斯特在從錄音室駕車返家的途中經歷了一場幾乎致命的車禍。這場意外事件為威斯特的第一首單曲「Through the Wire」帶來靈感。在多首歌曲中都可看見威斯特的宗教信仰，例如「Jesus Walks」一曲，這首歌也成為他在慈善活動時固定表演的歌曲。這些歌曲都收錄在威斯特的首張個人專輯《遠離校園》（The College Dropout），由Roc-A-Fella唱片公司在2004年2月發行，推出後獲得樂評的讚賞。這張專輯也定下了威斯特日後為人熟知的音樂風格，包括歌詞的文字遊戲和取樣（sampling）。
《遠離校園》不僅在全美賣出超過 310 萬張，成功讓他獲得 10 項葛萊美獎的提名，最後獲得最佳饒舌專輯、最佳專輯兩項大獎。在這張專輯中獻聲擔任特別演出的包括Jay Z、路達克里斯、GLC、Consequence、泰利·巴奎力、莫斯·戴夫（Mos Def）、凡夫俗子和席琳娜·強森（Syleena Johnson）。此外這張專輯的主打單曲包括「All Falls Down」、「The New Workout Plan」，以及推斯塔（Twista）的冠軍單曲「Slow Jamz」。在2003年間，威斯特也協同製作了英國歌手賈凡妮·西爾頓（Javine Hylton）的多首歌曲，並出現在賈凡妮的「Real Things」音樂錄影帶中。
威斯特也牽扯入嘻哈歌手Royce da 5'9"歌曲「Heartbeat」（由威斯特經手製作，收錄於《Build & Destroy: The Lost Sessions》專輯）的財務糾紛中。威斯特指控Royce在未付任何製作費用的情況下逕自錄製並發行該首歌曲。在這場糾紛後，威斯特發誓不會再與Royce合作。在《遠離校園》專輯發行期間，威斯特還製作了包括琪夏·蔻兒（Keyshia Cole）的「I Changed My Mind」、推斯塔（Twista）的「Overnight Celebrity」和白蘭蒂（Brandy）的「Talk About Our Love」。

### 遲來的註冊（2004年－2005年）
在2005年8月30日，威斯特的第二張個人專輯《遲來的註冊》是與電影配樂編輯者Jon Brion合作製作的專輯。遲來的註冊在第一周賣了860,000張專輯，因而在公告牌二百強專輯榜上擁有排行前幾名的成績。在年底時，遲來的註冊在美國國內就賣了2,300,000張專輯，因此獲得葛萊美獎提名年度專輯獎以及因與傑米·福克斯（Jamie Foxx）與合作的單曲""獲得提名年度唱片獎。Jay-Z、納斯、盧普·菲亞斯科、傑米·福克斯、布蘭蒂、魔力紅的亞當·列維等人也參與了專輯的錄製。《遲來的註冊》在發行首周售出了860000份，空降《告示牌》二百大專輯榜第一名。它在美國售出了三百萬份，並憑藉五支單曲獲得了全球榜單上的成功。自從發行以來，《遲來的註冊》獲得了評論界的廣泛讚譽，為威斯特贏得了榮譽，包括第48屆葛萊美獎的最佳說唱專輯。這張專輯出現在許多報刊雜誌和樂評人的年終榜單上。《滾石雜誌》將《遲來的註冊》評為2005年最佳專輯，並在該雜誌的2000年代最佳專輯列表上排名第四十。

### 畢業特典（2005年－2007年）
威斯特的第三張個人專輯《畢業特典》於Roc-A-Fella在2007年9月11日發行。專輯的錄製於2005年－2007年在紐約和洛杉磯完成。專輯主要由威斯特本人以及DJ Toomp負責製作。Mos Def、Dwele、T-Pain、小韋恩、酷玩樂團的克里斯·馬汀等人也參與了專輯的錄製。
受愛爾蘭搖滾樂團U2以及其他音樂團體的啟發，威斯特在他的音樂中加入了電子樂，同時採樣的音樂流派更為廣泛。這張專輯是威斯特前兩張專輯《遠離校園》和《遲到的註冊》的關於大學主題(校園三部曲)的繼續。
《畢業特典》首周在美國售出了95萬7千份，空降《告示牌》二百大專輯榜第一名。這張專輯與傳統匪幫饒舌形象的歌手50 Cent的新專輯《Curtis》在同一天發行(據說當時 50 Cent 甚至不把威斯特放在眼裡)，最後威斯特的專輯大勝 《Curtis》超過 50% 的銷售量,在當周都創下了驚人的銷售數據。《畢業特典》大獲評論界的讚譽，並為威斯特贏得了數項榮譽，包括一個葛萊美最佳說唱專輯。這張專輯在美國售出了2166000份，並被美國唱片業協會授予雙白金唱片。

### 心碎節拍（2008年）
威斯特的第四張錄音室專輯，於Roc-A-Fella在2008年11月24日發行。這張專輯的錄製在檀香山和伯班克於2008年9月到10月完成，主要由威斯特、他的導師No I.D.和傑夫·巴斯克負責製作。
威斯特將《心碎節拍》定義為一張流行樂專輯。專輯中很少有說唱的部份，大多數都是演唱，同時大量地使用了Auto-Tune。
《心碎節拍》在首周售出了450145份，空降《告示牌》二百大專輯榜第一名，並憑藉四支單曲獲得了《告示牌》榜單成功。這張專輯成為了威斯特第四張在美國銷量超過一百萬的專輯，同時被美國唱片業協會授予白金專輯。儘管大眾對威斯特音樂風格的改變看法不一，《心碎節拍》仍然在評論界得到了積極的評價。《滾石雜誌》於2009年將《心碎節拍》評為2000年代第六十三佳專輯。

### 我的奇特幻想（2009年－2010年）
第五張個人專輯，於Roc-A-Fella在2010年11月22日發行。在2009年後一段時間的事業中斷後，威斯特與他的製作人一起製作了這張專輯，並和其他藝人共同合作錄製了這張唱片。錄製工作主要於2009年－2010年在夏威夷完成，專輯由肯伊·威斯特本人以及其他製作人負責製作，包括傑夫·巴斯克、The RZA、No I.D.、Mike Dean等。《我的奇特幻想》融合了威斯特之前的音樂風格，包含了多樣的主題。
《我的奇特幻想》在發行首周即在美國售出496000份，空降《告示牌》二百大專輯榜第一名，並獲得了商業成功。這張專輯憑藉四支單曲獲得了可觀的榜單上的成功。憑藉著優秀的音樂製作以及多樣的音樂主題和風格，這張專輯在評論界受到了廣泛讚譽，並且被許多樂評人選入年終榜單。自從發行以來，這張專輯已經在美國售出超過一百萬張，並被美國唱片業協會授予白金唱片。

### 目視王座（2010年－2011年，與Jay-Z合作）
是美國饒舌歌手Jay-Z與肯伊·威斯特的首張合作專輯，在2011年8月8日於Roc-A-Fella、Roc Nation和Def Jam三家唱片公司發行。自2010年11月開始，這張專輯的錄製工作就在多個地點進行了。第一首單曲〈H•A•M〉於2011年1月發行，第二首單曲〈Otis〉於2011年7月20日發行。為推廣這張專輯，Jay-Z和肯伊·威斯特將會舉行一次從2011年10月到2011年12月的巡演。
這張專輯原本是一張五首歌的迷你專輯。2010年10月，在接受MTV的採訪中，肯伊·威斯特稱這張專輯會是一張全長專輯。在採訪中，威斯特稱他們計劃在法國南部錄製唱片。Jay-Z和肯伊·威斯特的第一次合作是在2001年Jay-Z的專輯《The Blueprint》（《藍圖》），並且展示了威斯特當時的嘻哈製作風格。之後兩人的合作還包括威斯特為Jay-Z負責的進一步的音樂製作，以及合作單曲，如〈Swagga Like Us〉、〈Run This Town〉和〈Monster〉。

### 伊穌基督（2012年－2013年）
第六張個人錄音室專輯。在美國於2013年6月18日由Def Jam唱片公司發行。專輯主要在法國巴黎錄製，威斯特邀請了許多不同的歌手進行合作。在音樂性方面，《伊穌基督》有著更具實驗性與黑暗的調性，融合了芝加哥「drill」風格嘻哈、dancehall、迷幻浩室（acid house）和工業音樂（industrial music）風格。《伊穌基督》的首波宣傳活動包括了在世界各地進行專輯音樂的投影，以及電視上的現場演出。這張專輯在發行後立刻獲得了各界的好評。
為了反映專輯的極簡主義調性，《伊穌基督》的實體CD版本是包裝在完全透明的壓克力光碟盒中，沒有任何的封面設計。包裝的側邊粘貼著一段紅色膠帶，在背面印製了簡單的樂曲取樣來源和專輯的條碼，美國市場發行的版本在正面另外貼有「Parental Advisory」（敬告家長）的標籤。

## 個人生活

### 慈善活動
肯伊·威斯特於2003年在芝加哥發起「肯伊·威斯特基金會」（Kanye West Foundation），基金會的宗旨是在幫助拉丁美州裔和非裔美国人的兒童留在學校並接受適當的教育，範圍包括小學、中學和大學。此外基金會也專注在幫助希望在音樂領域發展的高中學生。威斯特本人已捐獻超過50萬美元至基金會。在2007年，肯伊·威斯特獲AAE選為最佳黑人名人慈善家第五名（Black Celebrity Philanthropist of 2007）。在2007年8月24日，威斯特在慈善演唱會中宣佈與比爾·蓋茲等人贊助的「Strong American Schools」結盟。威斯特的基金會有時也被稱為唐娜·威斯特基金會（Donda West Foundation）。
肯伊·威斯特同時也出席和參與許多場募款活動、慈善義演與社區活動，包括了卡崔娜颶風募款會、肯伊·威斯特基金會活動、Millions More Movement、100 Black Men of America、Live Earth（活樂地球）、世界水日遊行、耐吉路跑；以及一個由MTV電視台製作的特別節目，記錄了威斯特如何幫助積欠債務、飽受創傷後壓力症困擾的伊拉克戰爭年輕退役軍人重返家園。威斯特在2009年2月以製作人身分參與了一個非營利的協作藝術計畫「The 1 Second Film」。

### 母親之死

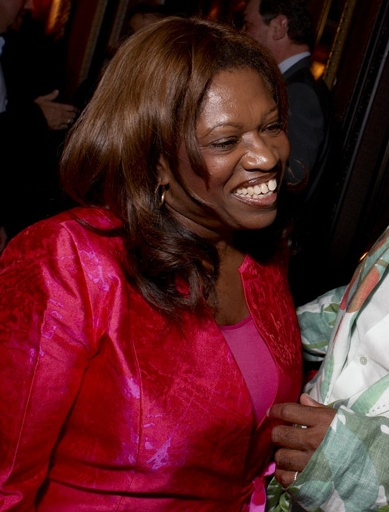
唐娜·威斯特於2007年8月留影

在2007年11月10日，威斯特的母親唐娜·威斯特死於整型手術的併發症，手術包括腹部整型術（abdominoplasty）和隆乳。根據TMZ的報導，比佛利山的醫師安德烈·艾布里恩（Andre Aboolian）曾建議唐娜不要進行手術，因為她的健康狀況讓她會有心肌梗死的風險。艾布里恩向唐娜推薦了一位內科醫師，但唐娜卻並未與艾布里恩推薦的醫師會面，並且由另一位醫師詹恩·亞當斯（Jan Adams）為她進行整型手術。
詹恩·亞當斯醫師在事後向唐娜·威斯特的家人表達哀悼之意，但因保密協定而拒絕公開討論手術過程。他曾受到醫學理事會的調查。亞當斯醫師在2007年11月20日參加了《賴瑞金現場》節目錄影，但尚未發表任何意見就提早離開錄影現場。兩天後，他再度擔任節目來賓，並同時帶著他的法律代理人，宣稱是為了「替自己辯護」。當時他說最近出爐的驗屍報告會「自己說話」。在2008年1月10日發表的最終驗屍官報告做出結論，唐娜·威斯特的死亡「歸因於抽脂和隆乳造成的冠心病和多重術後危險因素」。
唐娜·威斯特的葬禮在2007年11月20日於奧克拉荷馬市舉行。威斯特在告別式後的11月22日於倫敦O2體育館舉行了個人首次的演唱會。他藉由演出歌曲「Hey Mama」紀念自己的母親，也翻唱了旅行者合唱團（Journey）的「Don't Stop Believing」來獻給唐娜，而在接著每場的「Glow in the Dark」巡迴演唱中都包含了這兩段演出。
在2008年12月於紐西蘭舉辦的記者會上，肯伊首次公開談論母親的死亡。他告訴記者：「就像是失去一隻手臂和一隻腳，同時試著要走過這一切」。

### 圈中好友
威斯特在Fendi實習時認識維吉爾·阿伯拉赫，而維吉爾·阿伯拉赫隨後亦成為了Kanye West品牌的創作總監，因此亦成為好友。
在2018年，維吉爾·阿伯拉赫成為Louis Vuitton第一位黑人創作總監時，Kanye West及其老婆Kim Kardashian亦有到場支持，兩人於謝幕後亦相擁而哭。

### 聯名运动鞋
曾参与设计过耐克公司的Nike Air Yeezy运动鞋系列(2009-2014)。与耐克断绝合作后又与阿迪达斯合作设计了Adidas Yeezy服饰系列(2015-2020)

### 婚姻
2020年7月，威斯特表示由於金·卡戴珊不同意他反堕胎的立場，所以他打算離婚。2022年11月，兩人簽署离婚协议。
2023年1月，威斯特在比佛利山庄辦了場婚禮，結婚對象是澳大利亚建筑师比安卡·森索里。不過兩人没有申请结婚证，所以這場婚禮沒有法律效力。

## 爭議
在2009年MTV音樂錄影帶大獎頒獎典禮上，肯伊·威斯特突然跑上舞台，把最佳女歌手MV獎得主泰勒絲的麥克風奪走，並且大叫宣稱「碧昂絲的『單身女郎』MV才是最棒的！」，遭到各界非议。
在2015年MTV音樂錄影帶大獎頒獎典禮上，肯伊威斯特無預警宣布自己將角逐2020年美國總統，外界評價兩極。但是錯過了提名截止日，所以已經從大選中出局，在2020年失敗後又宣布角逐2024年美國總統選舉。
在2025年第五十九屆超級碗期间，威斯特投放了一则广告，呼吁观众访问他的网站yeezy.com，yeezy.com只剩下一件带有卍的白色T恤，这件T恤是在威斯特在前一天超级碗期间投放广告后出现在店面上的，这件T恤名为“HH-01”，据推测是用来代替“希特勒万岁”这一反犹太主义的狗哨。Shopify在第二天禁用了威斯特的商店页面，称“该商家没有从事真实的商业行为，违反了我们的条款，因此我们将其从Shopify中移除”。该网站于2025年2月13日恢复上线，只显示了一段业余绘制的文字，上面写着“YEEZY商店即将上线”，后面跟着一颗心。这段文字也出现在页面标题中。

### “嘻哈音樂乃新时代的摇滚”言论
一次在录音室受访，他扬声“我是上帝”，“嘻哈音樂乃新时代的摇滚”，“我们是摇滚巨星，而我是这些人中最伟大的”。惹起争议 。

### 与泰勒絲的歌词争议
2016年，坎耶·韦斯特在创作自己的歌曲《Famous》时与泰勒·斯威夫特进行了一场电话会议，请求她允许他在自己歌曲中提及她的名字。后来这首歌发行后，泰勒·斯威夫特发现自己在歌中被称为“Bitch”并表示抗议。
|                      | I feel like me and Taylor might still have sexWhy? I made that bitch famous (Goddamn)I made that bitch famous 中文翻译（仅作参考）：我觉得我和泰勒可能还会有……（性关系） 为什么？我让那个女人出名了（天哪） 我让那个女人出名了 |
| ——Kanye West，Famous | |

坎耶·韦斯特的妻子金·卡戴珊随后公开表明对丈夫的支持，她在与《GQ》杂志的访谈中声称，对于韦斯特的歌词，泰勒斯威夫特已经提前被告知，并表示同意，并将一段被通话录音(長度約3分鐘)发布在网上，内容为韦斯特告诉斯威夫特"I feel like me and Taylor might still have sex"这句歌词，斯威夫特表示这句歌词非常嘻哈，表示很高兴韦斯特提前告知。这段电话录音引起了对斯威夫特的仇恨浪潮，认为她是骗子的人們涌入她的社交媒体大量发送“蛇”表情符号进行轰炸。斯威夫特随后发表声明反驳，称該影片是斷章取義，韦斯特从未向她提及要在歌中称她为“Bitch”。
2020年3月21日，新冠肺炎流行期间，一段时长23分钟的二人通话的疑似纪录片素材被泄露于网上。片段中，韦斯特首先就一句歌词向斯威夫特征求意见："I feel like me and Taylor Swift might still have sex" ，这引发了斯威夫特的笑声，认同这是一句玩笑话。对于另一个歌词版本“Taylor Swift might owe me sex”，对此斯威夫特表示此版本可能招致女权主义者的批评，而第一种可能会影响韦斯特和妻子的关系，并表示两种她都没意见，关键看韦斯特自己的选择。韦斯特稍后询问是否可以在此句后加上“I made her famous?”一句，斯威夫特指出在MTV颁奖插曲之前就已卖出过数以百万张唱片，但又表示如果这是韦斯特那一边的故事，她对韦斯特发布这句歌词并无意见。韦斯特随后表示会将歌曲发送给斯威夫特，但后者在事发之后称并未收到相关稿件。
对于影片的泄露，双方一开始未给出官方回应。但卡戴珊赞了一位粉丝的推特，称“这个影片没有什么新鲜点。我们早都知道了。现在的情况就让我纳闷了”。斯威夫特则赞了官方Tumblr上的许多粉丝留言，其中一个写道：“是谁一直以来说的实话？”，并配上了斯威夫特的一张用手指向自己的照片。随后斯威夫特在自己的Instagram Story中用“某人”语带讽刺地指向卡戴珊，称“某人”剪辑并操纵了录音以陷害她并使她本人、家人和歌迷遭受了四年的折磨，但与其就此事回复，她宁愿号召歌迷为世卫组织和美国穷人视频救济组织捐款。而卡戴珊则在推特上指责斯威夫特在肺炎危机中转移焦点，重新翻出四年前的旧账，并再度称斯威夫特与她的公关部门在撒谎。

### 二度竞选美国总统
2020年7月4日，肯伊·威斯特继2015年再次宣布竞选美国总统，但因为错过6个州属的参选日期而差点退出。直到7月15日，肯伊·威斯特向俄克拉荷马州选举委员会递交申请文件，以及3万5000美元报名费，以俄克拉荷马州的總統候選人身份投入選戰，正式展开竞选工程。
7月19日，肯伊·威斯特在南卡罗来纳州的查尔斯顿进行首次总统竞选集会的演讲中，谈到了宗教、国际贸易以及堕胎等多个话题，并与出席者就堕胎问题进行了长时间辩论。之后他批评美国废奴主义者哈莉特·塔布曼从来没有真正解放过奴隶：「塔布曼从来没有真正解放过奴隶，她只是让奴隶去帮其他白人工作。」引起参会者发出嘘声。当肯伊·威斯特谈到自己的往事，并相信上帝影响了他的生活，警告了他且使他的妻子金·卡戴珊拒绝堕胎之时，达到了情绪上的高涨，当场痛哭流涕。之后他谈到父亲时开始哭泣，说父亲曾想让母亲怀孕时堕胎：「妈妈救了我一命。我父亲想流产我。妈妈救了我一命。要不是我父亲太忙了，就不会有肯伊·威斯特。」之后又大喊说：「我差点杀了我女儿！我差点杀了我女儿！」。威斯特随后向一名反对者澄清说他的意思不是要将堕胎非法化，而是要给妊娠妇女以最大限度的经济支持，他还建议妇女在生孩子时应该得到100万美元，不过并没有提及需要的资金从何而来。肯伊·威斯特的演讲之后被大会出席者的嘘声淹没后宣布结束。他的一连串反应和疯狂的发言更引起网友的困惑、愤怒和炮轰，认为威斯特的心理健康有问题。威斯特的行为随后也被一些人推测为轻度的躁郁症发作。
8月20日，在被认为是赢得总统大选的关键州威斯康辛州，因肯伊·威斯特的竞选团队未能在下午5点的截止日期前提交该州的总统提名，该州选举委员会以5-1的投票通过表决，拒绝肯伊·威斯特在威斯康星州参加总统大选投票。同日，肯伊·威斯特也未能争取到在蒙大拿州参加投票的资格。州官员说，在上交的近8,800个签名中，只有3,972个签名被认为是有效的，而规定需要5,000个签名才能成为独立候选人。在田纳西州，肯伊·威斯特的竞选团队提交了所有必要的文件。
肯伊·威斯特表示希望能在剩下少数几个州参加投票，他在提名文件上交了2400多个签名，超过了威斯康辛州独立候选人参加投票所需的最低2000个签名。
11月4日，肯伊·威斯特在推特上承认败选，并展望2024年选举。肯伊·威斯特在佛蒙特州斩获超1300票，是当地得票率第四高的候选人。

## 作品列表

### 錄音室專輯
- 《The College Dropout》（遠離校園，2004年）
- 《Late Registration》（遲來的註冊，2005年）
- 《Graduation》（畢業特典，2007年）
- 《808s & Heartbreak》（心碎節拍，2008年）
- 《My Beautiful Dark Twisted Fantasy》（我的奇特幻想，2010年）
- 《Watch The Throne》（目視王座，2011年）（與Jay-Z合作）
- 《Yeezus》（伊蘇基督，2013年）
- 《The Life of Pablo》（帕布洛的人生，2016年）
- 《Ye》（自我，2018年）
- 《Kids See Ghosts》（小孩看到鬼，2018年）（與Kid Cudi合作）
- 《Jesus Is King》（王者伊穌，2019年）
- 《Donda》（東妲，2021年）
- 《VULTURES 1》（禿鷹，2024年）（與Ty Dolla $ign合作）
- 《VULTURES 2》（禿鷹，2024年）（與Ty Dolla $ign合作）
- 《Heil Hitler（英语：Heil Hitler (song)）》（希特勒萬歲，2025年）

### 衫褲鞋襪
- Nike Air Yeezy
- Adidas Yeezy
- YEEZY GAP

### 相關團體
- Sunday Service Choir

## 獲獎與提名
威斯特的首張專輯《遠離校園》（The College Dropout，2004年）替他獲得了2005年葛萊美獎的最佳饒舌專輯、三座MOBO獎（黑人起源音樂獎）、以及BET獎（黑人娛樂電視台）的最佳新進藝人。他的第二張專輯《遲來的註冊》（Late Registration，2005年）讓他獲得了七項葛萊美獎提名、兩項全英音樂獎（BRIT Awards）以及一座《Vibe》雜誌頒發的最佳饒舌歌手。第三張專輯《畢業特典》（Graduation，2007年）的單曲「Stronger」獲得了MOBO獎的最佳音樂錄影帶、MTV音樂錄影帶獎的年度最佳音樂錄影帶提名，以及MTV歐洲音樂獎的音樂錄影帶之星提名（Video Star）。自從威斯特展開他的音樂生涯，他共在126項提名中獲得41座獎項。

## 註解
1. ↑  肯伊·威斯特在2021年正式改名改為「耶」，詳見§ 個人生活。

## 資料來源
1. ↑  . Reuters. 路透社. 2020-07-06  [2021-02-09]. （原始内容存档于2021-02-14） （中文）.
2. ↑  CNN, Amy Woodyatt. . CNN.   [2021-10-21]. （原始内容存档于2022-03-17）.
3. ↑  . Channel 4. 2007-08-17  [2008-04-26]. （原始内容存档于2012-02-21）.
4. ↑  . The Guardian. 2018-09-29  [2018-09-30]. （原始内容存档于2021-04-13） （英语）.
5. ↑  . CBS News.   [2008-04-24]. （原始内容存档于2013-06-20）.
6. ↑  . CNN.   [2008-04-24]. （原始内容存档于2009-11-25）.
7. ↑  . Grammy Awards.   [2008-04-24]. （原始内容存档于2008-04-04）.
8. ↑  . Metacritic.   [2008-04-24]. （原始内容存档于2008-12-11）.
9. ↑  . GOOD Music.   [2008-04-24]. （原始内容存档于2008-04-22）.
10. ↑  . The Washington Post.   [2008-04-24]. （原始内容存档于2019-12-31）.
11. ↑  Henry Adaso; Ivan Rott, Renato P., Bhaskar S., Henry A. . About.com: 8.   [2009-08-23]. （原始内容存档于2015-05-10）.
12. ↑  Reid, Shaheem. . Mtv.com. 2008-05-16  [2009-07-18]. （原始内容存档于2008-09-13）.
13. ↑  Zaru, Dee. . CNN. September 5, 2015  [October 29, 2015]. （原始内容存档于2021-04-25）.
14. ↑  Thompson, Arienne. . USA Today. September 25, 2015  [October 29, 2015]. （原始内容存档于2021-04-13）.
15. ↑  .   [2020-11-18]. （原始内容存档于2021-04-09）.
16. ↑  . bbc.com. 2022-10-26  [2022-10-29]. （原始内容存档于2022-12-07）.
17. ↑  . cbc.com. 2022-10-28  [2022-10-29]. （原始内容存档于2022-12-02）.
18. ↑  . Pantagraph. 2006-03-08  [2008-04-26]. （原始内容存档于2012-12-09）.
19. 1 2  Christian, Margena A. . Jet. 2007-05-14  [2007-08-19]. （原始内容存档于2016-01-02）.
20. ↑  . Ebony.   [2007-07-19]. （原始内容存档于2013-06-06）.
21. ↑  . Time.   [2007-06-07]. （原始内容存档于2007-04-01）.
22. 1 2  . San Francisco Chronicle.   [2008-04-24]. （原始内容存档于2008-08-04）.
23. 1 2  Burrell, Ian. . The Independent (London). September 22, 2007  [April 26, 2008]. （原始内容存档于2021-07-30）.
24. ↑  . The Black Collegian. 2007-10-01  [2008-04-27]. （原始内容存档于2009-01-12）.
25. ↑  Kadrmas, Megan. . Minnesota Daily. 2007-09-20  [2008-04-27].[永久]
26. ↑  . The Original Hip-Hop Lyrics Archive.   [June 7, 2007]. （原始内容存档于2021-01-25）.
27. 1 2 3  Birchmeier, Jason. . allmusic. 2007  [2008-04-24]. （原始内容存档于2012-03-04）.
28. ↑  . Calgary Sun.   [2008-04-24]. （原始内容存档于2008-12-02）.
29. ↑  . HipHopSite.   [2007-06-07]. （原始内容存档于2007-09-15）.
30. ↑  .   [2016-10-08]. （原始内容存档于2021-04-14）.
31. 1 2 3 4  . TMZ.com.   [2008-04-24]. （原始内容存档于2021-04-13）.
32. ↑  . 人物.   [2008-04-24]. （原始内容存档于2018-10-06）.
33. ↑  . CNN.   [2008-04-24]. （原始内容存档于2021-01-26）.
34. ↑  . 人物.   [2008-04-24]. （原始内容存档于2018-10-06）.
35. ↑  . Celeb TV.   [2008-04-24].[永久]
36. ↑  . MTV.   [2008-04-24]. （原始内容存档于2010-04-26）.
37. ↑  . MTV News.   [2008-04-24]. （原始内容存档于2010-09-29）.
38. ↑  . The New Zealand Herald.   [2008-04-24].
39. ↑  . Us Weekly.   [2008-04-24]. （原始内容存档于2008-04-27）.
40. ↑  HipHopDX.com - Kanye West Speaks Candidly About Mother, Religion, Rap （页面存档备份，存于）. HipHopDX.com. Retrieved December 2, 2008.
41. ↑  .   [2018-09-17]. （原始内容存档于2020-11-20）.
42. ↑  Henderson, Cydney. . USA Today. February 19, 2021  [February 21, 2021]. （原始内容存档于2023-03-26）.
43. ↑  Wenger, Stephanie. . People. November 29, 2022  [November 30, 2022]. （原始内容存档于2022-12-02）.
44. ↑  Kirkpatrick, Emily. . Vanity Fair. January 13, 2023  [2024-02-29]. （原始内容存档于2023-03-26）.
45. ↑  Crock, Mary. . The Conversation. January 25, 2023  [2023-01-27]. （原始内容存档于2023-05-11） （英语）.
46. ↑  Porterfield, Carlie. . Forbes.   [2023-03-03]. （原始内容存档于2023-03-26） （英语）.
47. ↑  Jackson, Lewis. . Reuters. January 25, 2023  [February 10, 2023]. （原始内容存档于2023-05-19）.
48. ↑  Schneider, Michael. . Variety. 2025-02-10  [2025-03-14] （美国英语）.
49. ↑  . www.cbsnews.com. 2025-02-11  [2025-03-14] （美国英语）.
50. ↑  . Hypebeast. 2025-02-12  [2025-03-14].
51. ↑  Sharf, Zack. . Variety. 2025-02-11  [2025-03-14] （美国英语）.
52. ↑  https://www.bilibili.com/video/BV1RE411K7b9?from=search&seid=4817857148564182339 （页面存档备份，存于） 嘻哈音樂如何成为了新时代的摇滚
53. ↑  Kanye West. . Genius.   [2020-07-22]. （原始内容存档于2021-04-25）.
54. ↑  .   [2020-04-12]. （原始内容存档于2021-03-07）.
55. ↑  Meagan Flynn. . Washington Post.   [2020-07-22]. （原始内容存档于2021-01-14）.
56. ↑  Convery, Stephanie. . The Guardian. 2020-07-20  [2020-07-20]. ISSN 0261-3077. （原始内容存档于2020-07-20） （英国英语）.
57. ↑  . SWI swissinfo.ch.   [2020-07-20]. （原始内容存档于2020-11-20） （中文）.
58. ↑  Hickie, Ian. . The Conversation.   [2020-08-21]. （原始内容存档于2021-03-24） （英语）.
59. ↑  CNN, Lauren Peller. . CNN.   [2020-08-21]. （原始内容存档于2021-01-06）.
60. 1 2  Robinson-Jacobs, Karen. . Forbes.   [2020-08-21]. （原始内容存档于2020-12-22） （英语）.
61. ↑  Feuerherd, Ben. . New York Post. 2020-11-04  [2020-11-05]. （原始内容存档于2021-02-22） （美国英语）.
62. ↑  . The New York Times.   [2020-11-05]. ISSN 0362-4331. （原始内容存档于2021-04-23） （美国英语）.

## 外部連結
- KanyeWest.com （页面存档备份，存于）（肯伊·威斯特官方網站）
- 肯伊·威斯特於 Rocafella Records 唱片公司的網頁 （页面存档备份，存于）
- People.com的肯伊·威斯特。
- 肯伊·威斯特在MusicBrainz上的頁面（英文）
- 肯伊·威斯特在互联网电影资料库（IMDb）上的資料（英文）
- 肯伊·威斯特 （页面存档备份，存于）於《Complex Magazine》
- 肯伊·威斯特在 The 1 Second Film 網站上的製作人資料檔案
- 肯伊·威斯特于Twitter上的社交账户 （页面存档备份，存于）